# Luís Antonio González Marín
Luís Antonio González Marín (Saragossa, 1962) és un organista, clavicembalista i musicòleg aragonès.
González Marín va començar els seus estudis musicals al Conservatori Superior de Música de Saragossa. Posteriorment, va anar a la Universitat de Bolonya, on va obtenir el doctorat. Entre els seus professors es troben mestres del nivell de José Vicente González Valle, José Luis González Uriol, J. Willem Jansen i Salvador Mas i Conde.
El 1991 va ingressar al Departament de Musicologia de la Institució Milà i Fontanals, hereu de l'antic Institut Espanyol de Musicologia, del Consell Superior d'Investigacions Científiques (CSIC) a Barcelona. És científic titular del CSIC a la Institució Milà i Fontanals de Recerca en Humanitats. Des de l'any 2000, imparteix al costat de Montserrat Torrent i Serra els cursos de postgrau de Música de Tecla. Fa recerques científiques sobre la pràctica musical espanyola dels segles xvii i xviii. El 1992 va crear el conjunt vocal i instrumental Los Músicos de Su Alteza, un grup que recupera i r recuperació i difon obres destacables del patrimoni musical espanyol dels segles xvii i xviii. Entre els anys 2006 i 2014 ha estat director de la revista especialitzada en musicologia Anuario Musical.
Com a solista i director ha actuat en importants sales i festivals nacionals i internacionals. És considerat com un dels principals difusors de la música barroca espanyola. Arran d'aquesta tasca ha rebut diversos premis nacionals com el Rafael Mitjana de Musicologia el 1988 o el Premi rei Joan Carles I d'Humanitats l'any 1995.

## Publicacions
És un escriptor prolífic. Per a una biografia extensa vegeu l'«Obra de Luís Antonio González Marín» a Dialnet.